# John Letcher
John Letcher, född 29 mars 1813 i Lexington, Virginia, död där 26 januari 1884, var en amerikansk politiker (demokrat). Han var ledamot av USA:s representanthus 1851–1859 och Virginias guvernör 1860–1864.

## Ungdom och tidiga liv
Letcher studerade vid Randolph-Macon College och Washington College (numera Washington and Lee University). Han var verksam som advokat och som publicist i Lexington.

## Moderat politiker
Letcher gifte sig år 1843 med Susan Holt. Han gjorde sig känd som en moderat politiker som ansåg att slavarna borde friges så småningom i etapper. Han framhöll ändå att varje delstat borde själv få bestämma om slavarna friges. Hans motstånd mot slaveriet i förlängningen var av praktiska, snarare än av moraliska, orsaker. En av Letchers viktigaste målsättningar var att vuxna vita män skulle få rösträtt i Virginia. Detta mål uppnåddes under konstitutionskonventet 1850–1851. Letcher förespråkade låga statsutgifter och blev i allmänhet uppfattad som en pragmatisk politiker. Anhängarna kallade honom "Honest John". Letcher efterträdde 1851 James McDowell som kongressledamot. Han efterträddes 1859 i representanthuset av John T. Harris.

## Guvernör
Som guvernör var Letcher först emot Virginias utträde ur USA. Efter att mötet som beslutade om utträde hade kommit fram till att trots allt lämna USA, respekterade Letcher beslutet och vidtog åtgärder för att ansluta Virginia till Amerikas konfedererade stater. Bland sina egna anhängare tappade Letcher stöd efter att han ville integrera Virginias egna styrkor i Amerikas konfedererade staters armé. Efter att ha förlorat 1863 års guvernörsval återvände Letcher till Lexington. 

## Efter kriget
Efter amerikanska inbördeskriget tillbringade Letcher en kortare tid i fängelse i Washington, D.C.